# Schrankia tamsi
Schrankia tamsi là một loài bướm đêm trong họ Erebidae.